# La Pampa
|  | Per a altres significats, vegeu «Pampa». |

La Pampa, al text de la Constitució provincial: Província de la Pampa, és una de les vint-i-quatre jurisdiccions (23 províncies i una ciutat autònoma) que conformen la República Argentina. Alhora, és un dels vint-i-quatre estats autogovernats o jurisdiccions de primer ordre que conformen el país i un dels vint-i-quatre districtes electorals legislatius nacionals. La seva capital i ciutat més poblada és Santa Rosa.
Se situa a la regió de les pampes al centre del país.